# Jackie Shroff
Jackie Shroff  (Latur, 1. veljače 1957.) indijski je filmski glumac.

## Biografija
Rođen je 1. veljače 1957. godine u gradu Latur. Njegov otac, Kakubhai Haribhai Shroff, bio je Gujarati, a njegova majka, Rita Hurinnisa, bila je Ujgur iz Kazahstana. Živjeli su u području Teen Batti na Malabar Hillu u Mumbaiju. Radio je kao model nekoliko puta.
Godine 1982. Jackie ima  glumački debi u filmu Deva Ananda: «Svami Dada». Godine 1983. Subhash Ghaj daje mu ulogu u filmu «Heroj» u paru s glumcem Minakshijem Sheshdarijem. Nastavio je glumiti u filmovima Subhasha Ghaja, kao što su: «Jaanoo» i «Kazneni svijet», koji su bili uspješni. Godine 1986. on je glumio u «Karmi», koji je postao  najuspješniji indijski film 1986. godine.

## Privatni život
Oženio se svojom dugogodišnjom djevojkom Ayeshom Dutt, (koja je kasnije postala producentica filmova), na svoj rođendan 5. lipnja 1987. godine. Par vodi tvrtku za medije Jackie Shroff Entertainment Limited. Imaju dvoje djece, sina, bolivudskog glumca Tigera Shroffa i kćer Krishu.

## Izabrana filmografija
| Godina | Film                 | Uloga                            | Bilješke        |
| ------ | -------------------- | -------------------------------- | --------------- |
| 1983.  | Heroj                | Jackie                           | [ 1 ]           |
| 1984.  | Kazneni svijet       | Inspektor Vikram                 |                 |
| 1986.  | Karma                | Bau Thakur                       |                 |
| 1989.  | Ram i Lakhan         | inspektor Ram Pratap Singh       |                 |
| 1989.  | Ptice (1989.)        | Kishan                           |                 |
| 1989.  | Crna burza           | Inspektor Kamal Kimtilal         | [ 2 ]           |
| 1992.  | Srce je samo za tebe | Prince Harshvardan / Govardan    | Dvostruka uloga |
| 2009.  | Vir                  | Kralj Madhavgdh, Otac Yashodhara |                 |
| 2012.  | Ana Bond             | Charlie                          |                 |
| 2013.  | Motociklisti 3       | Iqbal Khan                       |                 |
| 2015.  | Braća                | Garson «Gary» Fernandez          | [ 3 ]           |

## Vanjske poveznice
- Službena stranica